# Rosieres Communal Cemetery
Rosieres Communal Cemetery is een begraafplaats gelegen in de Franse plaats Rosieres (Somme). De militaire graven worden onderhouden door de Commonwealth War Graves Commission.
De begraafplaats telt 10 geïdentificeerde Gemenebest graven uit de Eerste Wereldoorlog.